# Hope International School Kisangani
 (janvier 2025).
Hope International School (HIS), est un établissement d’enseignements primaire et secondaire situé à Kisangani en République démocratique du Congo.

## Historique
Il a été créé sous le nom du complexe scolaire la Hope International School en 2019. C´est une école bilingue. L’établissement propose un programme intégré international belgo-congolais, couvrant les niveaux de la maternelle au secondaire, avec une approche pratique visant à préparer les apprenants du 21ᵉ siècle.
L’établissement est situé au coeur de centre-ville, offrant un environnement propice à un apprentissage moderne et technologique. Les locaux bien entretenus reflètent l’engagement de l’école envers une éducation de qualité.
L´ecole offre des programmes pour les niveaux maternelle, primaire et secondaire, chacun conçu pour répondre aux besoins spécifiques des élèves à chaque étape de leur développement. Des activités parascolaires sont également proposées pour développer la pensée critique des étudiants et les préparer aux défis réels de la vie.
Hope International School est équipée d’installations modernes, notamment des laboratoires de sciences et d’informatique, une bibliothèque, un complexe sportif et une piscine, facilitant ainsi un apprentissage de qualité. L’école met également l’accent sur des activités extrascolaires telles que les arts créatifs, la musique et le sport, contribuant au développement global des élèves.
L’école est reconnue pour son engagement envers une éducation de qualité et son rôle actif dans la communauté éducative de Kisangani.

## Sections Organisées
- Littéraire
- Scientifique